# Dark Cloud
Vous lisez un « article de qualité » labellisé en 2016.
Dark Cloud est un jeu vidéo d'action-RPG développé par Level-5 et édité par Sony Computer Entertainment sur PlayStation 2. Il est sorti au Japon le 14 décembre 2000, puis le 29 mai 2001 en Amérique du Nord et le 21 septembre de la même année en Europe. Il est ensuite réédité en 2002 aux États-Unis dans la gamme Greatest Hits, et au Japon dans les gammes The Best et PS2 Classics en 2002 et en 2012, et enfin en téléchargement sur le PlayStation Store, pour la PlayStation 4, depuis décembre 2015.
Le jeu met en scène un jeune garçon de l'Ouest, Toan, qui voit son village être détruit par une entité maléfique, le Génie des Ténèbres, créé 400 ans plus tôt par le roi de l'Est pendant la guerre avec l'Ouest, et réveillé par Flag Gilgister, un militaire de l'Est. Toan est chargé par le Roi Magicien, un esprit de la nature, de reconstruire les parties du monde détruites par le Génie et de le vaincre. En chemin, il est rejoint par cinq alliés afin de l'aider dans sa quête.
Le système de jeu de Dark Cloud se divise en deux phases complémentaires, la surface, où le héros doit reconstruire ce qui a été détruit, mais aussi pêcher et commercer avec les villageois ; et les dédales, où il récupère les éléments nécessaires à la réédification. En outre, ces dédales sont peuplés de monstres envoyés par le Génie des Ténèbres afin de l'empêcher de rebâtir le monde.
Dark Cloud introduit le système de Géorama, un élément de système de jeu rappelant ActRaiser, qui permet de reconstruire à sa guise les villages détruits. Par cette innovation, Sony parle de « Géorama-RPG » pour qualifier la catégorie de jeu à laquelle appartient la création de Level-5. La version originale prévoit en outre des déplacements entre les divers lieux du jeu par le biais d'un tapis volant, mais cette fonctionnalité, comme d'autres, a été retirée de la version définitive du jeu, Sony pressant pour qu'il soit publié au plus vite. En effet, le jeu est initialement prévu pour le 4 mars 2000, date de sortie de la PlayStation 2, mais ne sort que le 14 décembre 2000.
À sa parution, Dark Cloud est assez bien accueilli par les observateurs, qui apprécient particulièrement le Géorama, qui fait du jeu un concept novateur, mais aussi ses graphismes, même si certains critiques les jugent déjà dépassés par d'autres jeux contemporains, comme Jak and Daxter: The Precursor Legacy. La presse spécialisée est cependant plus mitigée concernant le scénario et la bande son, tandis que le système de jeu, apprécié dans l'ensemble, rappelle The Legend of Zelda: Ocarina of Time, notamment en raison de la fonctionnalité de verrouillage lors des combats. Les ventes de Dark Cloud connaissent un début difficile au Japon, mais environ 800 000 exemplaires sont finalement écoulés à travers le monde. Fort du succès de son jeu, quoique relatif, Level-5 développe un nouvel opus inspiré de celui-ci, Dark Chronicle, qui parait en 2002.

## Trame

### Univers

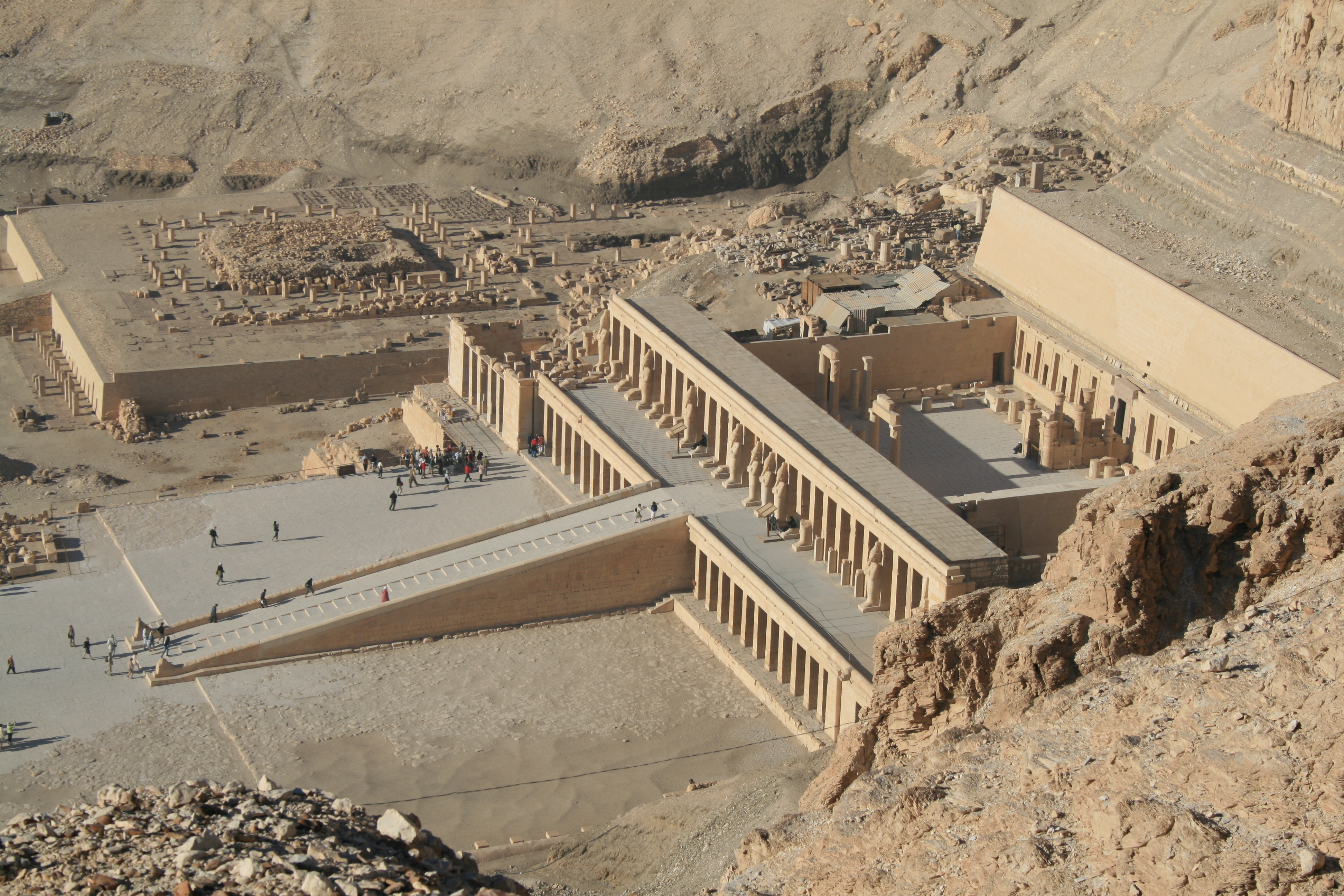
Le temple sacré de Muscka Lacka rappelle les nécropoles de l'Égypte antique, comme le temple d'Hatchepsout, sur le site de Deir el-Bahari.

Dark Cloud prend place dans un univers formé de deux territoires : l'Ouest, une terre dont les habitants vivent en harmonie avec les animaux et la nature, et l'Est, une région avancée technologiquement et attirée par le pouvoir. Toan traverse l’ensemble des régions de l'Ouest qu'il doit reconstruire. Chacune de ces régions est couplée à un donjon. Ainsi, le héros explore successivement le village de Nolan, un village paysan, et la Tanière de la Bête ; le Village du Tireur et la Forêt du Hibou, une zone forestière qui abrite le Village du Ciel, peuplée d'une tribu de lapins magiciens ; la Ville du Palais, une ville marchande, et l’Épave dans laquelle sont entreposées les marchandises de cette région ; Muska Lacka, un village désertique près d'un temple sacré inspiré des temples de l'Égypte antique ; le Village Jaune et sa Mer de Lune, situés sur la Lune ; et le Château Noir et la Galerie du Temps, un palais flottant dans le Nuage Noir,.

### Personnages
Le héros principal du jeu est Toan, un jeune garçon originaire du village de Nolan, à qui Simba, le Roi Magicien, confie l'Atlamillia, une pierre précieuse permettant de reconstruire le monde. Durant son aventure, Toan est rejoint par cinq alliés, à commencer par Xiao, un chat errant transformé en Nekomimi grâce à une potion magique. Au Village du Tireur, Toan fait la connaissance de Goro, un jeune chasseur qui est le fils de Fudoh, un grand chasseur gravement malade et mort au combat,. Dans la Ville du Palais, le groupe est rejoint par Ruby, un génie qui vit dans une lampe et est au service d'un groupe de malfaiteurs. Ensuite, à Muska Lacka, Toan rencontre Ungaga, un légendaire guerrier des sables endeuillé par la destruction de son village et la mort de sa fiancée qu'il n'a su protéger,. Enfin, au Village Jaune, ils sont rejoints par Osmond, un ingénieur se déplaçant en hélipack.
L'antagoniste principal du jeu est le Génie des Ténèbres, un être non vivant incarnant l'énergie négative dont l'objectif est de faire du monde un paradis des Ténèbres et de le contrôler à travers tous les âges du temps. Cette force est issue de l'injection de sang de sorcière dans le corps de Séda, l'ancien roi de l'Est. Le Génie est né de la tristesse, de la colère et de la peur de perdre Sophia, sa fiancée qui a été tuée par un imposteur venu assassiner Séda. Le Génie des Ténèbres ayant détruit son royaume, Séda utilise le sort interdit pour se téléporter 400 ans plus tard, afin de récupérer l'Atlamillia, dont il est persuadé qu'elle va pouvoir enfermer le Génie. Entretemps, le peuple de Lune a enfermé le Génie des Ténèbres. Toutefois, Flag Gilgister, un officier de l'Est de l'armée de l'Empire du Lagon, organise une cérémonie visant à ressusciter le Génie. En réalité, le Génie ressuscité est une souris : le Génie des Ténèbres a détruit le monde par l'intermédiaire de celle-ci et de Flag, qu'il possédait.
Outre les monstres qu'il déploie dans les donjons, le Génie des Ténèbres peut prendre le contrôle de personnages, qui lui servent de boss, mais qui sont susceptibles d'aider Toan dans son aventure, comme Dran, une bête ailée vivant dans la Tanière de la bête, Mastérutan, le garde-forestier du Village du Tireur, ou l'ancien roi de la Lune, BamirumbaHamorumba, qui repose au Temple sacré. D'autres boss ne sont toutefois pas liés au Génie des Ténèbres mais permettent à Toan et ses alliés d'avancer dans leur quête, comme La Saia, la reine de la Ville du Palais, promise à Rando, un roturier, mais qui s'est jetée dans l'océan car ce dernier ne s'est pas rendu à son mariage Enfin, Toan doit affronter Joe le Minotaure, un guerrier de lune combattant au Colisée de la Mer de Lune.

### Scénario
Dark Cloud commence au cours d'une cérémonie organisée par le colonel Flag Gilgister, de l'armée de l'Empire du Lagon, lors de laquelle des danseuses chantent et dansent afin de libérer d'une urne géante le Génie des Ténèbres, une créature légendaire dotée d'une puissance maléfique immense, que Flag souhaite contrôler pour dominer le monde. Le rite réussit et le Génie, libéré, accepte de se soumettre au colonel, qui lui ordonne de détruire l'Est. Toutefois, avant que cette attaque ne soit perpétrée, Simba, le Roi magicien, jette un sort de protection qui enferme les bâtiments, les objets et les personnes qui s'y trouvent dans des sphères magiques, mais la puissance du Génie est telle qu'elles se sont dispersées.
Toan, un jeune garçon dont le village, celui de Nolan, a été détruit, survit mystérieusement à l'attaque du Génie et rencontre le Roi magicien, qui, convaincu de sa bonté, lui donne une pierre magique appelée Atlamillia. Simba lui confie pour mission de retrouver les sphères, que l'Atlamillia peut absorber et leur rendre leur forme originelle. Toan se rend alors dans la grotte de Nolan, la Tanière de la Bête, et entame la reconstruction de son village. Dans la tanière, il rencontre un homme du nom de Séda, qui le défie en duel, mais Toan perd en tentant de protéger un chat présent dans la grotte. Pour le récompenser de sa gentillesse, Séda lui offre une potion que Toan utilise pour transformer le félin en nekomimi, prénommée Xiao et qui le rejoint dans sa quête. Au fond de la tanière, les deux héros rencontrent Dran, la bête ultime qui protège Nolan, mais, possédé par le Génie des Ténèbres, il les attaque. Ils le battent et le libèrent du contrôle du Génie. Dran leur raconte alors que ce dernier, autrefois appelé le Démon noir, avait presque entièrement détruit le monde mais que le Peuple de Lune avait réussi à l'enfermer dans une urne. Il recommande aux héros d'aller à la rencontre de ce peuple, mais auparavant de rendre visite à Juraku l'Ancien, un arbre vivant qui habite au Village du Tireur.
Là-bas, Toan est rejoint par un des jeunes habitants, Goro, et reconstruit le village, lui aussi détruit par le Génie des Ténèbres, en reliant notamment Juraku à la cascade grâce à la rivière. Juraku leur dit alors d'aller visiter le Peuple de Lune, situé au village du Ciel, en passant par la Forêt du Hibou. Là, ils rencontrent le garde-forestier Mastérutan, lui aussi contrôlé par le Génie des Ténèbres. Après avoir été vaincu, il emmène Toan au village du Ciel, une localité épargnée par le Génie, où le héros demande si le Peuple de Lune peut enfermer à nouveau le démon. Cependant, l'un des habitants du village explique qu'au cours des siècles, à force de vivre sur Terre, le Peuple de Lune a oublié comment utiliser la magie, mais les habitants de la Lune peuvent encore l'utiliser, et le groupe décide alors de s'y rendre, en utilisant un vaisseau préparé pour le retour du Peuple de Lune, le Vaisseau de Lune. Toutefois, le Globe de Lune, outil indispensable au contrôle de cet engin, a été perdu lorsqu'il fut mélangé à des fruits de Lune vendus à la Ville du Palais.
Toan, Xiao et Goro partent pour la Ville du Palais, où se trouve le Globe de Lune. Hormis un magasin tenu par un homme prénommé Rando, la cité marchande a subi le même sort que Nolan et le Village du Tireur. Alors qu'il cherche le globe dans l'Épave, où sont stockés les marchandises de la ville qu'il cherche à reconstruire, Toan reçoit en cadeau une lampe de la part de King, un malfrat local. De cette lampe sort Ruby, une génie qui rejoint le groupe. Ils apprennent ensuite l'histoire de La Saia, l'ancienne reine de la ville, qui, cent ans auparavant, a été abandonné par son amant, un roturier, alors qu'ils s'apprêtaient à se marier, et s'est jetée à la mer. Ils apprennent également l'existence de la Sphère vitale, un objet qui confère l'immortalité à quiconque le possède, en échange de ce qu'il chérit le plus. Finalement, les héros affrontent au fond de l'épave le fantôme de La Saia, dont cent ans d'amertume l'ont transformé en reine de glace. Après sa défaite, son fiancé arrive précipitamment : il s'agit de Rando. Ce dernier présente ses excuses auprès de La Saïa, expliquant qu'il s'est retrouvé en possession de la Sphère vitale juste avant le mariage, en échange de la perte de ce qu'il avait de plus cher, son amour pour la reine. Rando donne alors à Toan le Globe de Lune, avouant qu'il l'a manipulé pour retrouver la confiance de La Saïa. Les deux amants, désormais débarrassés de la Sphère vitale, se retrouvent désormais dans la mort.
Incapable de contrôler le Vaisseau de Lune avec le Globe de Lune, le Peuple de Lune envoie le groupe au Temple sacré, situé dans le village désertique de Muska Lacka, où se trouve l'engin. Sur place, ils rencontrent un légendaire guerrier des sables, Ungaga, qui les informe que Muska Lacka a été détruit par le Génie des Ténèbres et que le temple est infesté de monstres. Après avoir reconstruit le village et traversé le temple, les héros, rejoints par Ungaga, montent à bord du Vaisseau de Lune, aidés par le Roi Magicien, et partent pour la Lune.
Le groupe arrive alors au Village Jaune, où il rencontre le maire, Osmond. Il avoue à Toan que plus personne ne maîtrise la technique d'enfermement, mais il pense pouvoir détruire le Génie des Ténèbres en construisant un robot géant, le Géant du Soleil, mais ce dernier s'est cassé en morceaux après une série d'essais. Toan accepte alors de l'aider à le reconstruire et Osmond rejoint les alliés. Cela étant fait, Osmond projette de vaincre le Génie et de percer le Nuage Noir généré par son énergie, qui entoure le Château noir, autrefois appartenant à l'Est et que le Génie a soulevé dans les airs. Le groupe, accompagné de quatre membres d'équipage, monte à bord du Géant du Soleil, qui s'envole pour le Château noir, où le Génie et Flag les attendent. Après un rapide combat, le Géant du Soleil anéantit le Génie des Ténèbres. Toutefois, Flag révèle qu'il s'agissait en réalité d'une souris qui était entrée dans l'urne où était enfermé le véritable Génie des Ténèbres et qui a profité du pouvoir de ce dernier. Le Génie, qui possède Flag, annonce qu'il s'est servi de l'officier et de la souris pour détruire le monde. Ensuite, il utilise son pouvoir pour faire voler en éclats le Géant du Soleil, mais le corps de Flag succombe à la puissance du démon et meurt, obligeant celui-ci à repartir au Château Noir.
Dran secourt l'équipage du Géant du Soleil et le dépose dans la cour du Château Noir. À l'intérieur, Toan rencontre Séda, qui lui révèle qu'il est le créateur du Génie des Ténèbres. Il y a 400 ans, Séda, alors roi de l'Est, menait la guerre contre le royaume de l'Ouest, mais la puissance de l'armée magicienne de l'Ouest condamnait le royaume adverse à la défaite. Alors, un Seigneur noir lui a proposé de lui injecter du sang de sorcière afin de bénéficier d'une terrible force qui lui assurait de vaincre l'Ouest. Toutefois, Séda subit une perte tragique et son pouvoir s'est matérialisé, donnant naissance au Génie des Ténèbres, qui détruit le royaume de l'Est. Cherchant des moyens pour supprimer le monstre qu'il a créé, Séda apprend l'existence d'une pierre appelée Atlamillia, qui n'apparaît qu'en de très rares occasions. Un médium lui apprend que l'Atlamillia existera à nouveau dans 400 ans, c'est-à-dire à l'époque de Toan. Séda utilise le Sort interdit pour se téléporter dans l'avenir afin de récupérer l'Atlamilla. Afin de vaincre le Génie, un être non vivant et donc impossible à tuer, Séda, qui lutte alors contre le sang noir qui coule dans ses veines, ce qui favorise la possession de son corps par le Génie, enjoint Toan à changer le cours de l'histoire pour empêcher la naissance du démon. Pour cela, grâce au Sort interdit, il ouvre la Galerie du Temps pour permettre à Toan de se rendre dans le passé. Enfin, refusant de s'abandonner au pouvoir du Génie, Séda se suicide.
Dans la Galerie du Temps, Toan et ses alliés découvrent que la perte tragique dont parlait Séda était la mort de Sophia, sa fiancée, causée par un assassin qui cherchait à tuer le roi de l'Est. La tristesse, la colère et la peur de perdre Sophia sont les sentiments qui ont donné naissance au Génie des Ténèbres. Toan arrive à l'époque de l'assassinat, mais ne peut empêcher la mort de Sophia et la naissance subséquente du Génie. Les héros se retrouvent alors confrontés à la forme originelle du Génie, qu'ils réussissent à vaincre. Ensuite, Toan utilise l'Atlamillia pour redonner vie à Sophia et ainsi réunir le couple, ce qui prévient la renaissance du Génie des Ténèbres. Le Roi Magicien annonce à Toan que le Génie ne reviendra plus jamais à la vie, en tous cas pas avant très longtemps, et les héros retournent à leur époque.

## Système de jeu
Dark Cloud est un action-RPG en vue à la troisième personne, dont le système de jeu est divisé en deux terrains de jeu complémentaires : les villages, où Toan doit reconstruire tout ce qui a été détruit par le Génie des Ténèbres, et les donjons, des zones autrefois paisibles désormais infestées de monstres envoyés par le Génie, dans lesquels les sphères contenant les éléments servant à rebâtir les villages sont dispersées. Les villages observent un cycle journalier et donc, la luminosité change selon le moment de la journée, selon que l'on est le matin, l'après-midi, le soir, ou la nuit. Quel que soit le terrain où le joueur se trouve, il peut discuter avec des villageois ou d'autres personnes se trouvant dans les dédales, mais il peut également avoir des alertes symbolisées par un point d'exclamation rouge, pour lesquelles il faut utiliser un objet particulier pour débloquer la situation (ouvrir une porte, un coffre, une sphère, accéder à une arrière-salle, donner un objet à quelqu'un). Une carte du monde permet de se rendre dans n'importe quel village ou donjon déjà visité, tandis qu’un manuel donné par le Roi Magicien sert de tutoriel au joueur concernant tous les aspects du système de jeu. Dans les dédales, le joueur peut remplacer Toan par un des cinq alliés qui rejoignent ce dernier au fur et à mesure de la progression dans le jeu : Xiao (à partir de la Tanière de la Bête), Goro (à partir de la Forêt du Hibou), Ruby (à partir de l’Épave), Ungaga (à partir du Temple sacré) et Osmond (à partir de la Mer de Lune). Néanmoins, seul Toan, qui détient l'Atlamillia, peut ouvrir les sphères contenant les éléments nécessaires à la reconstruction des villages,.

### Dans les dédales

#### Organisation
Dans chaque village se trouve un donjon composé d'une quinzaine de niveaux dont le contenu est généré procéduralement, que Toan et ses alliés doivent explorer afin de pouvoir le reconstruire. Une fois arrivé dans le dédale, le joueur peut choisir le niveau où il souhaite se rendre (parmi ceux déjà visités et le prochain à explorer) et consulter pour chacun d'entre eux le nombre de monstres vaincus et celui de sphères présentes, déjà collectées et restantes à trouver. Ainsi, il est possible d'aller à un niveau déjà exploré, mais de nouveaux monstres y apparaîtront. Pour aller au niveau suivant, il faut récupérer une clé de porte, différente d'un donjon à un autre, et détenue aléatoirement par l'un des monstres présents dans le niveau. Il suffit de les tuer pour la trouver. Toutefois, il est permis de sortir du dédale et de retourner au village sans disposer de la clé de porte, en utilisant une poudre d'évasion ou en cédant la moitié de l'argent possédé au Roi Magicien, si tous les monstres présents ne sont pas vaincus. Chaque niveau possède également une arrière-salle, à laquelle le joueur peut accéder en trouvant un objet spécifique. Ces arrière-salles contiennent des objets rares mais sont habitées par des monstres plus puissants. Certains niveaux sont enfin des zones de restriction, dans laquelle l'action du héros est limitée (impossibilité de changer d'arme, contrôler un allié imposé, sensation de soif accélérée).
Afin de se repérer dans les niveaux des dédales, il est possible de consulter une carte sur laquelle sont indiquées des informations variées. La carte se complète au fur et à mesure que le joueur progresse dans le niveau, mais ce dernier peut la trouver dans son intégralité dans un coffre. La carte indique la position du joueur par une flèche rose ; les sphères, les coffres (où l'on peut trouver des objets, des accessoires voire des armes) et les monstres sont signalés respectivement par des points verts, jaunes et rouges ; les emplacements de l’entrée et de la sortie du niveau sont figurés respectivement par un carré vert et jaune ; l'entrée de l'arrière-salle est indiquée par un point d'interrogation rose tandis que les sources d'eau sont marquées par des cercles bleus. Enfin, des petits cercles bleus marquent la présence de cercles mystères, qui influent positivement ou négativement sur le héros (points de vie, soif, armes). De plus, le joueur peut consulter instantanément, en parallèle de la carte, sa jauge de points de vie et de soif, les jauges de vitesse, de points de frappe et d'absorption de l'arme utilisée, ainsi que les objets actifs utilisables sur-le-champ (permettant de se nourrir, réparer l'arme utilisée ou d'attaquer les monstres). Le nombre total de points de vie et de soif, ainsi que les points de défense de chaque personnage peut être accru en trouvant des objets spéciaux. Enfin, une alerte peut apparaître sur l'écran lorsque le personnage utilisé a soif, est victime d'un handicap (poison ou gélatine) ou pour donner une information sur l'arme utilisée (possibilité d'amélioration ou cassée).
Chaque allié possède enfin des capacités spéciales qui permettent au joueur de franchir des obstacles particuliers dans les donjons. Xiao peut passer les gouffres, Goro et Ruby sont capables d'ouvrir des portes en actionnant respectivement un levier ou un cristal magique, Ungaga peut dissiper de l'air noir et Osmond peut franchir les gouffres inaccessibles à Xiao.

#### Monstres et combats

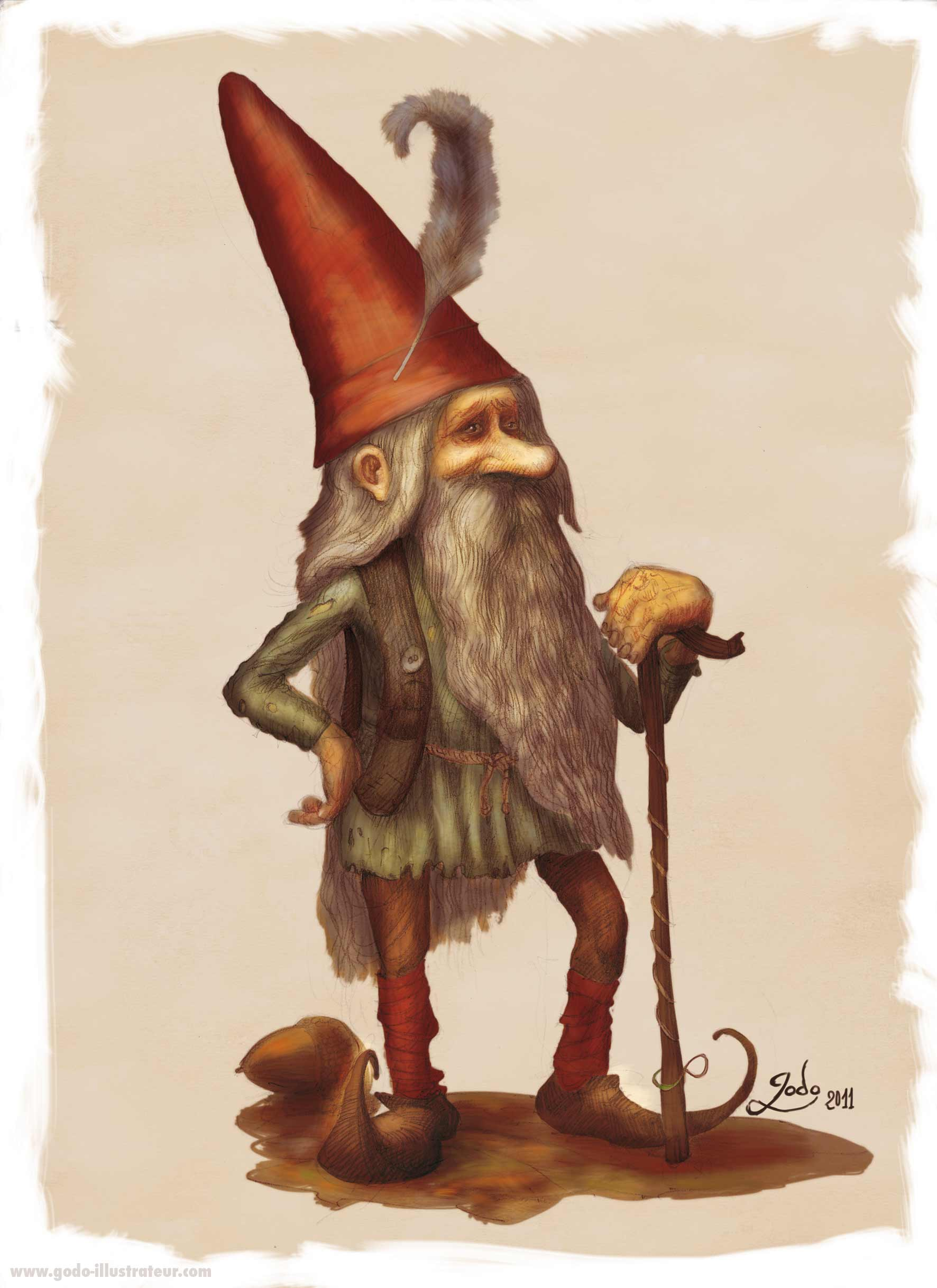
Le lutin, un monstre récurrent de Dark Cloud...

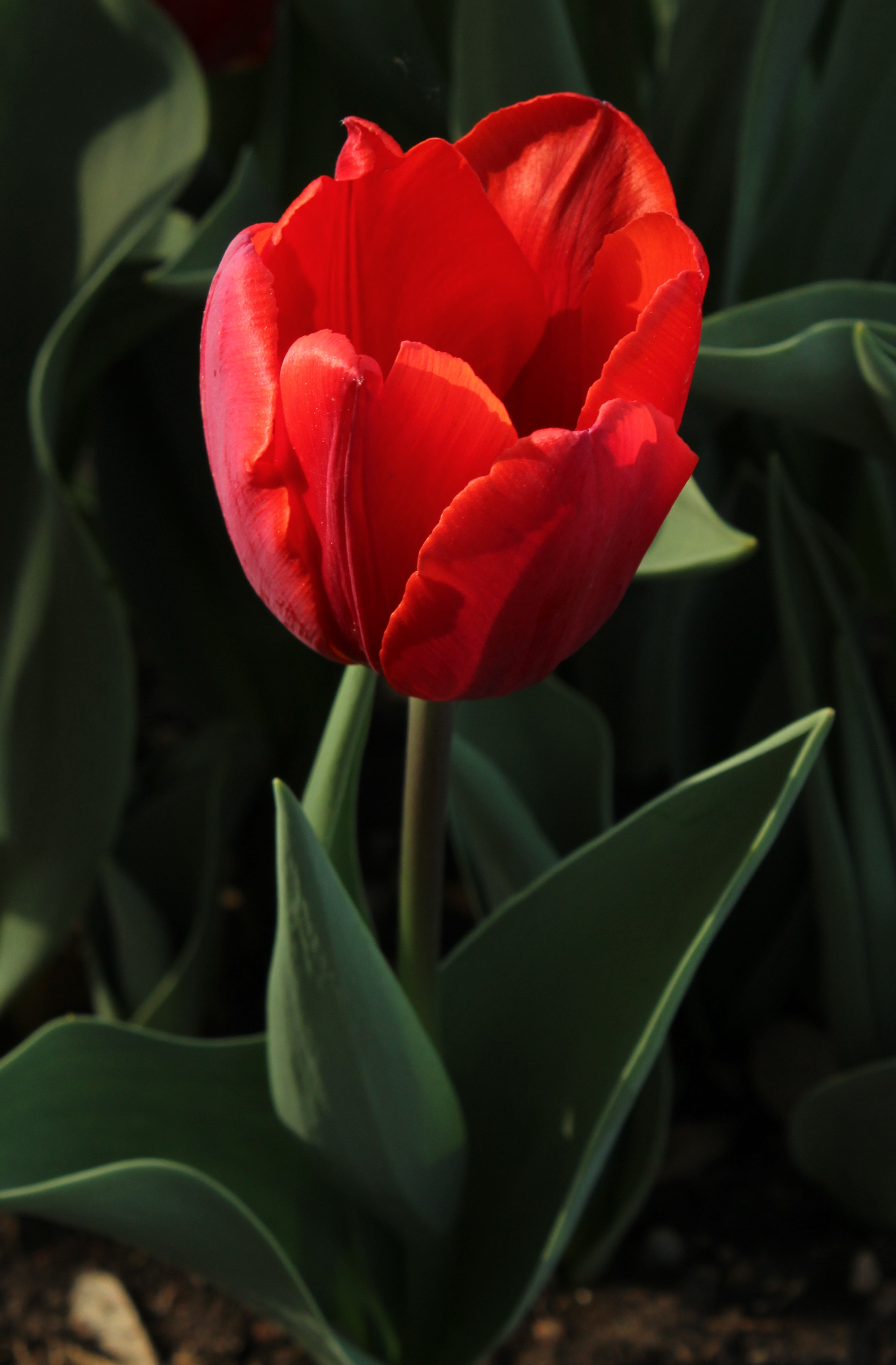
...mais aussi les fleurs...

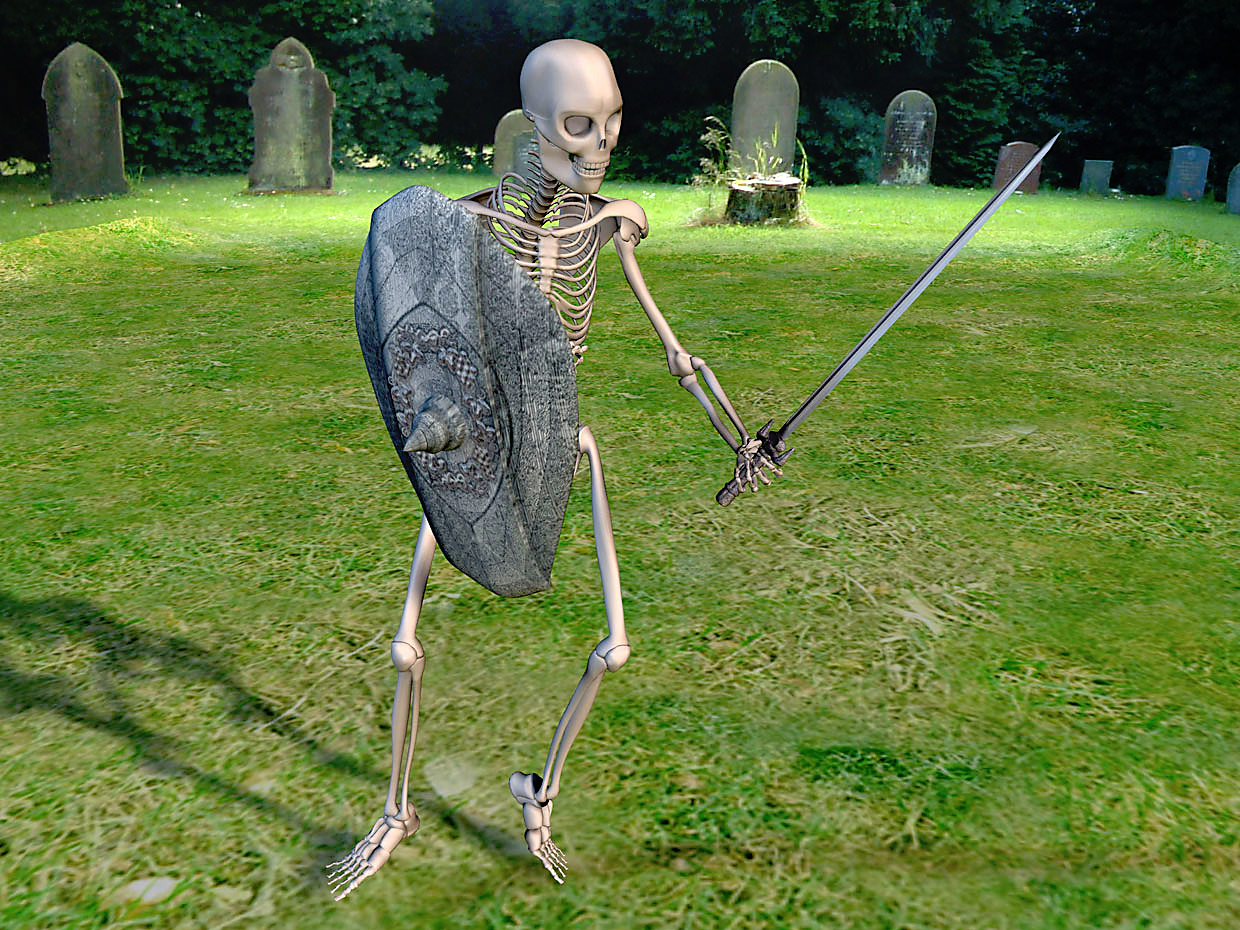
... et encore les revenants.

Chaque niveau de chaque donjon est peuplé de quinze monstres différents. Pour les vaincre, Toan et ses alliés doivent les combattre : chaque coup qui est porté à un monstre ou à un héros leur inflige des dommages, caractérisés par des pertes de points de vie. Le joueur peut activer le verrouillage pour se focaliser sur un seul ennemi et le modifier pour se concentrer sur un autre monstre. Pour battre un ennemi, le héros peut lui porter un coup ou une série d'attaques. Toan, Goro, Ruby et Ungaga peuvent également utiliser une attaque chargée qui permet de causer plus de dommages en un seul coup. Il est également possible d'attaquer les monstres en leur lançant directement des bombes, des cristaux et des fruits, à condition que ces objets soient en mode objet actif. Si l'objet est lancé alors que le verrouillage est utilisé, le héros frappe directement l'ennemi visé ; dans le cas contraire, il doit ajuster manuellement son tir au moyen d'un cercle qui indique la zone où atterrira l'objet une fois lancé. Lorsqu'un monstre est vaincu, il laisse un petit sac de pièces, un item ou, quand il a été tué avec un objet, un accessoire représentant son espèce (par exemple, Frappe-bête pour un monstre animal) ou l'élément qu'il craint le plus. Si c'est le héros qui est vaincu, il peut passer le relais à un allié à condition de disposer d'une poudre de remplacement, et d'utiliser une poudre revitalisante pour récupérer la moitié des points de vie de l'allié vaincu. Dans le cas contraire ou si tous les alliés n’ont plus de points de vie, le joueur retourne au village associé au donjon et perd la moitié de son argent.
Occasionnellement, Toan est provoqué en duel par un monstre. Dans ce cas, une barre horizontale bleue apparaît en bas de l'écran. Dans la partie droite de celle-ci se trouve une petite zone blanche traversée en son milieu par une autre petite barre blanche, verticale. Une combinaison d'icônes représentant les boutons de la manette défilent alors de la droite vers la gauche de la barre bleue. Le joueur doit appuyer sur le bouton représenté lorsque celui-ci arrive dans la zone blanche ou, mieux encore, sur la barre blanche verticale. Dans le premier cas apparaît la mention OK, dans le second, la mention Excellent. Si le joueur appuie lorsque l'icone n'est pas dans la zone blanche, il perd le duel. Le duel est gagné lorsque toutes les touches sont actionnées au bon moment ; si elles le sont toutes dans la barre blanche verticale, alors le joueur gagne une pierre précieuse.
Le dernier niveau de chaque donjon est un niveau de boss. Pour le vaincre, Toan a systématiquement besoin de l'aide de l'un de ses alliés. Le niveau de boss est indiqué sur l'écran de sélection des niveaux lorsqu'il se rend dans le dédale une fois que l'ensemble des précédents niveaux ont été explorés.

#### Armes et accessoires

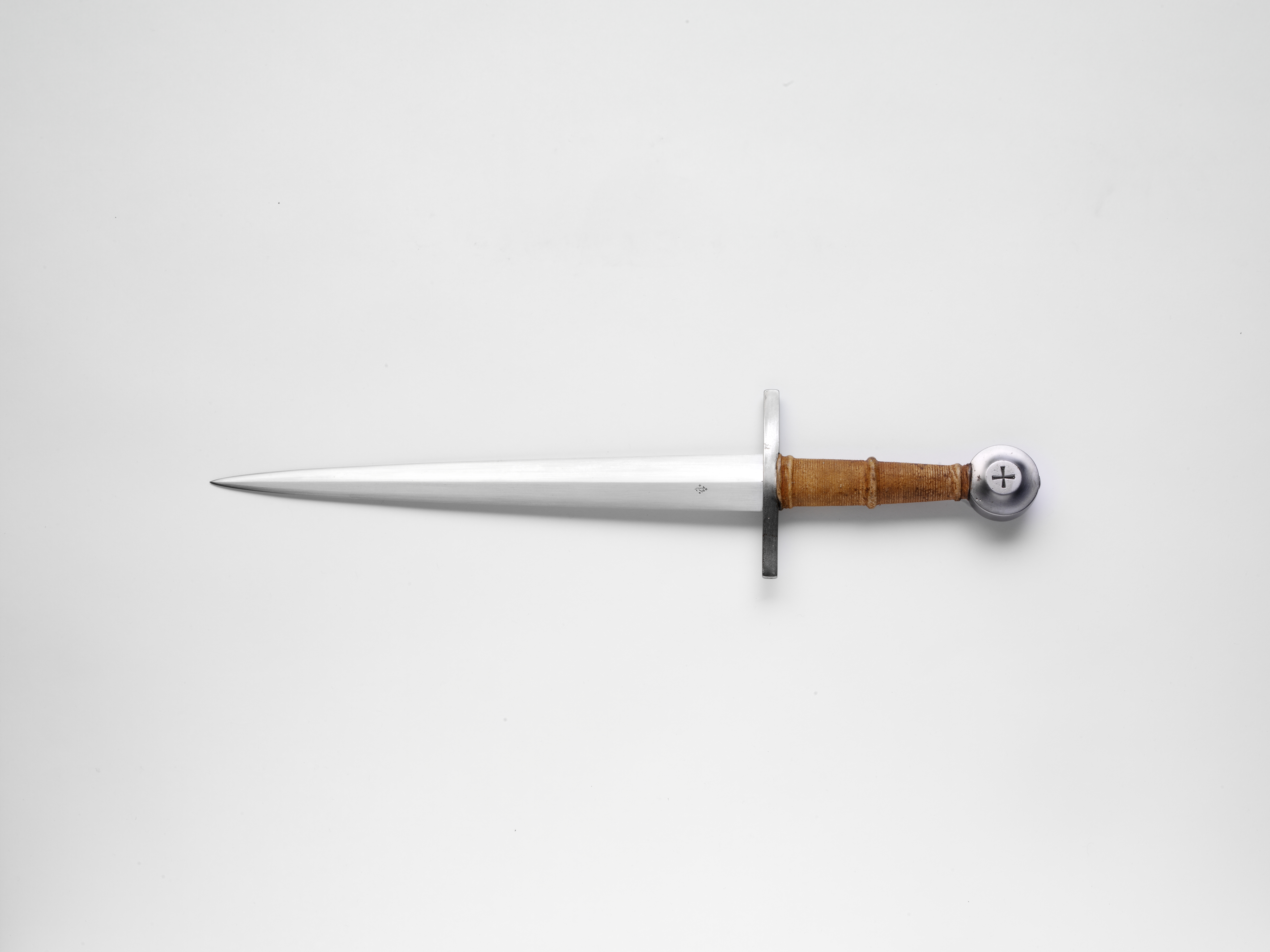
La dague, arme par défaut de Toan.

Afin de combattre les monstres, le héros dispose d'armes propres à chaque allié. Toan manie des épées et couteaux, Xiao utilise des lance-pierres, Goro combat avec des marteaux et haches, Ruby se sert de bracelets, Ungaga manie des lances et hallebardes, et Osmond attaque au moyen de mitrailleuses et lasers. Chaque personnage dispose d'une arme par défaut, qui peut se briser mais jamais disparaître, au contraire des autres armes. Dans ce cas, elle perd tous ses pouvoirs et revient à son état d'origine une fois réparée par une Poudre réparatrice. Le niveau d'usure se mesure en outre par la jauge de points de frappe, qui diminue à mesure que le héros combat des monstres. Il est toutefois possible de changer d'armes si le joueur en trouve dans les donjons ou en achète dans les commerces et de les jeter ou les vendre lorsqu'elles sont inutiles. Chaque arme dispose de statistiques élémentaires. Les points d'attaque définissent sa puissance de frappe, qui s'accroît à mesure que ces points augmentent. Les points d'endurance mesurent sa solidité : plus ils sont nombreux, moins l'arme perd rapidement ses points de frappe. Les points d'agilité représentent la rapidité à laquelle le héros peut enchaîner plusieurs attaques et les points magiques permettent de renforcer le pouvoirs des éléments et des attributs de l'arme.

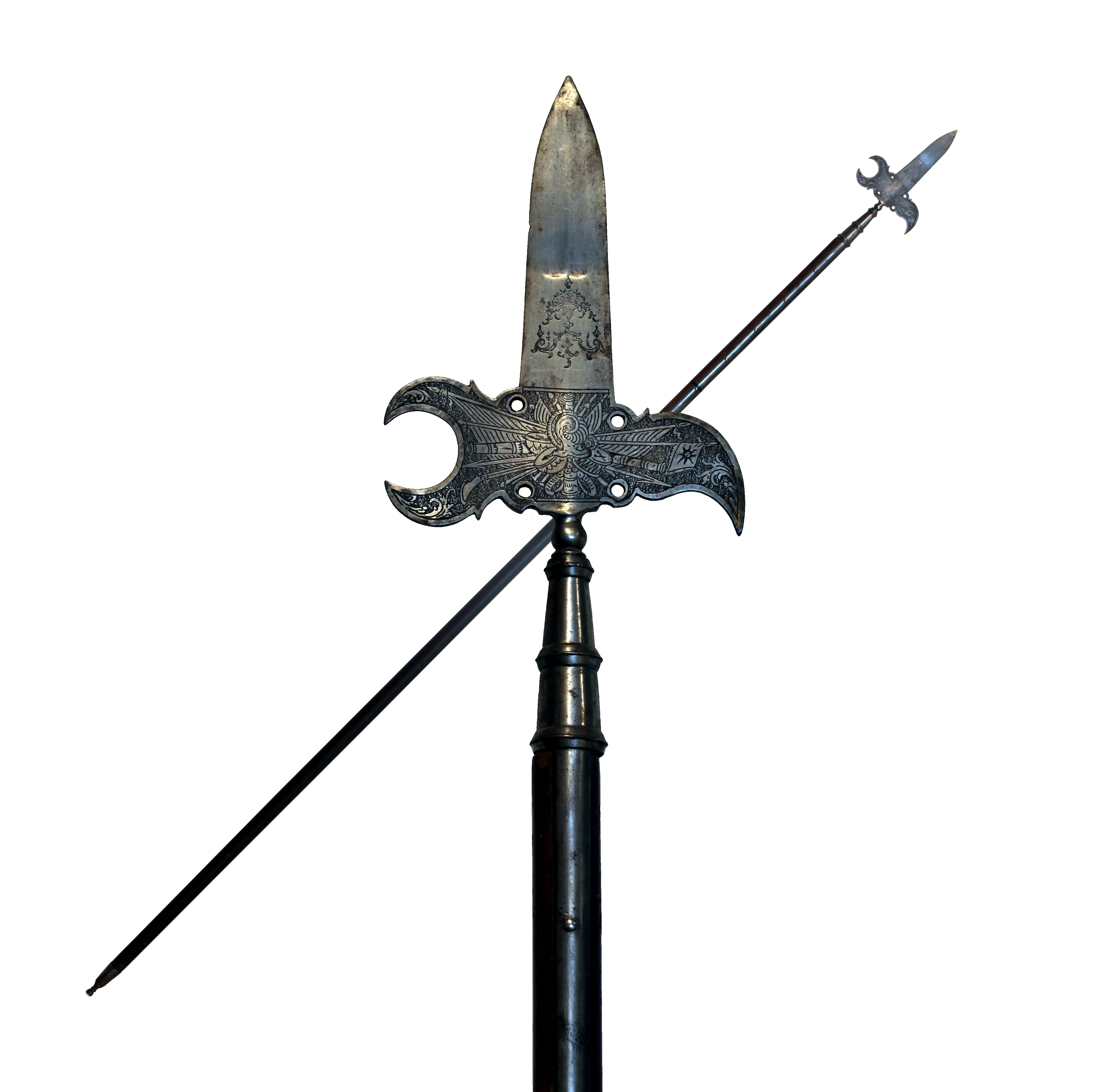
Ungaga combat entre autres avec des hallebardes.

Outre ces statistiques, les armes possèdent également des éléments (feu, froid, foudre, vent, magie) qui peuvent être sélectionnés afin de renforcer leur force de frappe. Ces éléments possèdent une valeur numérique allant de 0 à 99 et ne peuvent être choisis que si ce nombre est non nul. Il est donc possible de changer d'éléments, mais aussi de ne pas les utiliser. Le feu est efficace contre les monstres ayant des pouvoirs de glace et inversement, tout comme la foudre est recommandé contre ceux possédant des pouvoirs de vent, tandis que les monstres revenants et magiciens sont sensibles à la magie. Cependant, certains attributs sont inefficaces contre certains monstres. Les armes possèdent également des attributs afin de combattre efficacement un type de monstre défini (frappe-dino, frappe-bête, frappe-volatile, frappe-revenant, frappe-marin, frappe-métal, frappe-roche, frappe-coffre, frappe-occulte, frappe-plante). Ils sont également associés à une valeur allant de 0 à 99.
Afin de perfectionner ces caractéristiques, le joueur peut améliorer son arme lorsque sa jauge de points d’absorption est au maximum. Ces points s'obtiennent en battant des monstres. Lorsqu'une arme est améliorée, cette jauge revient à son niveau initial et un chiffre représentant le nombre de fois que l'arme a été amélioré apparaît. À chaque amélioration, l'arme gagne un point d'attaque, d'endurance, d'agilité et de magie et le maximum de points de frappe est augmenté de une à trois unités. En outre, il est possible d'augmenter les points de statistiques des armes en lui greffant des accessoires, qui augmentent les attributs et les éléments de trois points et les points d'attaque, d'endurance, d'agilité et de magie de un à trois unités, voire en lui associant des pierres précieuses, qui augmentent de cinq à dix points trois statistiques. L'arme absorbe définitivement ces items à chaque amélioration, mais il est possible de lui en greffer deux à quatre pour en bénéficier auparavant. Améliorer une arme de cette manière permet de la transformer en une arme plus puissante. Chacune d'entre elles est associée à une ou deux possibilités d'évolution, qui indiquent quelles statistiques il faut renforcer pour l'obtenir. Une fois cela fait, le joueur peut transformer son arme pour en obtenir une plus puissante. Néanmoins, certaines armes peuvent avoir une faculté spéciale, comme voler un objet à un monstre, l'empoisonner, lui absorber des points de vie ou de soif, doubler les points absorption ou la monnaie gagnée en le battant, ou être plus résistante, mais il existe aussi les effets inverses et certains monstres peuvent voler de l'argent ou des items au héros. Enfin, lorsqu'une arme a été amélioré au moins cinq fois, il est possible de la muter en une sphère synthétique, qui absorbe 60 % de ses statistiques et conserve ses éventuelles facultés spéciales. Cette sphère peut ensuite se greffer à une autre arme afin de lui conférer ces caractéristiques.

### Dans les villages

#### Géorama
À partir du moment où Toan a récupéré des sphères dans les dédales, il peut commencer à reconstruire ce qui a été détruit grâce au Géorama (appelé aussi Diorama). Dans cette interface, le joueur dispose des fondations des éléments à assembler (maisons, commerces, rivières, arbres, buttes et autres édifices), ainsi que de pièces permettant de compléter les bâtiments (personnes les occupant, lampe, escalier, torche, enseigne, étage, par exemple). Certaines parties manquantes des édifices sont inconnues du Géorama : pour résoudre ce problème, le joueur doit demander des informations aux villageois concernant leurs habitations. Les bâtiments et autres édifices peuvent être placés n'importe où sur le terrain du village et n'ont pas besoin d'être complétés pour être installés. Une fois qu'un bâtiment est entièrement reconstruit, Toan peut se rendre à l'intérieur de celui-ci où l'hôte des lieux lui remet un cadeau. Certains éléments, comme les rivières, doivent en revanche être installés côte-à-côte de manière à former un ensemble cohérent. Une fois placés, les édifices peuvent être retirés, déplacés et tournés dans un sens ou dans l'autre. Le Géorama présente également trois statistiques concernant le village où le joueur se trouve : le niveau de récupération, qui indique le pourcentage d'objets récupérés, le niveau de placements, qui renseigne le pourcentage d'objets placés dans le village, et le niveau de requêtes, qui indique le pourcentage des demandes satisfaites auprès des villageois. En effet, Toan peut demander à ces derniers s'ils ont des exigences spécifiques liées à l'emplacement de leurs habitations. Au fur et à mesure que le héros reconstruit des édifices et qu'il parcourt des niveaux du dédale, des coffres renfermant des cadeaux, disséminés dans le village, apparaissent. Lorsque toutes les requêtes sont remplies, le chef du village lui donne un présent spécial.

#### Commerces et comptoirs
La monnaie utilisée dans Dark Cloud est le Gilda. Elle s'obtient en battant des monstres dans les dédales ou en vendant des articles. Dans les villages se trouvent un ou plusieurs commerces dans lesquels le héros peut acheter des objets, des accessoires ou des armes, mais aussi vendre les items qu'il possède. Dans ce dernier cas, le prix de vente équivaut à la moitié du prix d'achat. En outre, chaque territoire comporte un comptoir, dans lequel le joueur peut déposer des articles dont il n'a pas immédiatement besoin ou qu'il ne peut garder avec lui par manque de place dans la poche.

#### Pêche
Dans chaque ville se trouve un à deux points d'eau (étang, cascade, océan, oasis), où Toan, à condition d'avoir une canne à pêche et un appât, peut pêcher. Attraper un poisson permet de gagner des points de pêche en plus ou moins grand nombre selon la taille et l'espèce pêchée. Le joueur peut échanger les points de pêche obtenus contre des objets, des accessoires améliorant les capacités des armes, ou encore des armes. Il est également possible de consulter la liste des plus gros poissons capturés près de chaque point d'eau.

## Développement

### Conception

#### Un concept prévu pour la sortie de la PlayStation 2 en mars 2000

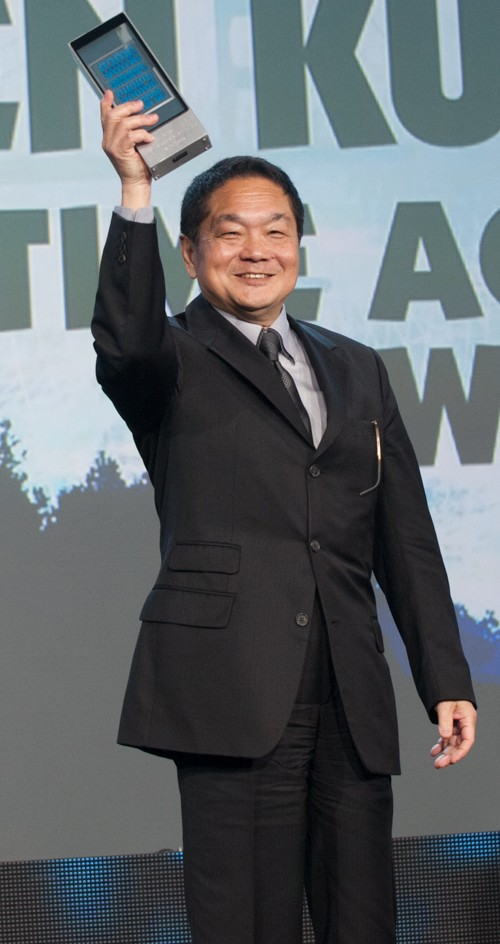
Ken Kutaragi (ici en 2014) dévoile une vidéo de Dark Cloud pour vanter les possibilités techniques de la PlayStation 2.

Le projet Dark Cloud commence en octobre 1998 et coïncide avec la fondation du studio de développement Level-5, présidé par Akihiro Hino, qui a écrit le scénario, produit et dirigé la conception du jeu. La durée de développement de la première création du studio japonais est alors estimée à deux ans. Lors de la présentation de la PlayStation 2 le 2 mars 1999, Ken Kutaragi, le PDG de Sony Computer Entertainment, utilise une vidéo de démonstration du jeu afin de montrer les capacités de la nouvelle console. Cette vidéo montre un tapis volant à travers une vallée et des chutes d'eau,.
En septembre 1999, lors du Tokyo Game Show, Sony annonce que le lancement de la PlayStation 2 doit avoir lieu au Japon le 4 mars 2000 et que douze jeux sont prévus pour accompagner cet événement, dont Dark Cloud, qui est alors présenté comme le premier jeu vidéo de rôle de la nouvelle console,. Une version de démonstration est présentée lors du salon japonais et met en scène un jeune garçon qui a vu son village être détruit par le royaume du mal. La parcelle de terre où il reposait flotte dans les airs et le royaume ennemi s'est enraciné là où était situé son village. L'objectif du héros est donc de reconstruire et de faire atterrir son village à son emplacement originel. Pour ce faire, il effectue grâce à un tapis volant des allers-retours entre la parcelle de terre flottante et les villages voisins, où il doit combattre des ennemis, et est rejoint par des alliés. Ainsi, il doit former une coalition avec l'ensemble des villages pour vaincre le royaume du mal. La principale innovation de cette démonstration est le système de Géorama du jeu, qui permet au garçon de reconstruire sa ville en bâtissant des maisons, des collines, des églises, des temples, des volcans, des ponts, des ruisseaux, des chemins, des moulins à vent ainsi que d'autres infrastructures, tout en pouvant choisir la météo de ce territoire. L'une des fonctions du Géorama, symbolisé par un marteau, permet de détruire et de reconstruire les édifices autant que le joueur le souhaite. Une fois construit, le joueur peut explorer le village sans restriction, puisque le héros peut se déplacer à 360 degrés, et également parler avec les habitants. En outre, la luminosité du village varie en fonction des moments de la journée. En quittant le mode Géorama, la caméra zoome de la carte en trois dimensions à la surface de jeu réelle, produisant un effet graphique inédit jusqu'alors. Pour les observateurs, le Géorama rappelle le système Land Make du jeu de rôle Legend of Mana, sorti en juillet 1999 sur PlayStation, bien qu'amélioré par la perspective isométrique. Toutefois, le système semble un peu trop rapide. Cette première démonstration jouable de Dark Cloud est donc largement consacrée à ce mode de jeu et aucune scène de combat n'est disponible : dès lors, les spécialistes évoquent des combats en temps réels ou en tour par tour. Sony Computer Entertainment parle alors de « Géorama-RPG » pour qualifier le type de jeu offert par Dark Cloud, tandis que les observateurs, qui évoquent un mélange d'ActRaiser, de The Legend of Zelda: Ocarina of Time et de Magic Carpet, font l'éloge d'une réalisation surpassant celle des jeux de la Dreamcast, la référence technologique de l'époque,,,.

#### Une date de publication reportée à l'hiver 2000
Le jeu ne fait plus parler de lui jusqu'en février 2000, lorsque Sony met à jour les dates de sortie des premiers jeux de la PlayStation 2. Il est alors annoncé que Dark Cloud sera publié au Japon à l'hiver 2000.
Une version inachevée de Dark Cloud, dont l'avancement est évalué à 30 %, est présentée à Los Angeles en mai 2000 lors de l'Electronic Entertainment Expo. Cette nouvelle démonstration offre quelques niveaux du premier donjon, ainsi que le Village de Nolan. Les observateurs découvrent des graphismes de grande qualité, qui souffrent cependant d'aliasing, comme la plupart des premiers jeux de la PlayStation 2. Les environnements en trois dimensions donnent une importante profondeur de champ et les textures sont très détaillées et réalistes, en particulier l'eau, dont le mouvement et la représentation sont jugés les plus réalistes depuis la création du jeu vidéo. Les effets de lumière sont comparés à ceux de Metal Gear Solid 2: Sons of Liberty, alors en développement, et la transition entre le jour et la nuit, l'intensité des flammes, la manière dont les personnages et le décor sont éclairés s'avèrent particulièrement appréciées. Les boites de dialogues rappellent celles de Vagrant Story, un jeu vidéo de rôle sorti à la même époque sur PlayStation. Les combats dans les donjons évoquent quant à eux The Legend of Zelda: Ocarina of Time, d'autant plus que l'option de verrouillage sur un ennemi précis est alors opérationnel ; cependant les réglages de la caméra dans cette partie du jeu sont approximatifs. Les spécialistes voient dès lors en Dark Cloud, déjà avant cette présentation l'un des jeux les plus attendus de la nouvelle console de Sony, un concept fort intéressant qui redynamiserait le secteur des jeux vidéo de rôle,. Sony profite de l'E3 pour annoncer les dates de sorties des premiers jeux de la PlayStation aux États-Unis : le projet de Level-5 sera disponible en 2001.

#### Une version finale en deçà des ambitions originelles

Le logo initial de Dark Cloud lors de sa présentation en septembre 1999.

En septembre 2000, une version avancée de Dark Cloud est présentée à l'occasion du Tokyo Game Show. C'est à ce moment que le nombre total d'alliés (six) est dévoilé ainsi que le scénario du jeu : un démon invoqué par une puissance militaire a détruit le village de Nolan et les autres localités aux alentours et un vieux magicien désigne un jeune garçon pour reconstruire le monde. Kentaro Motomura, le directeur du développement du jeu, annonce à cette occasion que « par manque de temps », certaines fonctions caractéristiques de Dark Cloud ont été abandonnées, comme le déplacement de Toan sur un tapis volant, la capacité de sauter, certains zooms, les combats dynamiques et la possibilité de reconstruire des volcans. De plus, le design de Toan a été revu depuis la démonstration de septembre 1999. Motomura explique en outre qu'il ne faut « pas oublier que la première démo était une sorte de démo technique pour la PlayStation 2 » et que Level-5 a donc tenu à afficher un maximum de potentiel de jouabilité afin de pousser la PlayStation 2 à ses limites,,. Cependant, si Sony n'avait pas pressé le studio de développement à terminer son jeu plus tôt, ces éléments auraient été présents, comme le laisse entendre Motomura. Le studio japonais révèle également qu'il a fait appel à des professionnels pour créer les chorégraphies des danses présentes dans les cinématiques du jeu afin qu'elles soient les plus réalises possibles et reconnait l'influence de la série Zelda : « j'ai passé beaucoup de temps à réfléchir sur la manière de créer une interface parfaite pour Dark Cloud. J'en ai trouvé une, et au fur et à mesure que nous développions le jeu, nous avons remarqué que notre interface était très similaire à celle de Zelda. Mais Dark Cloud possède la fonctionnalité unique du diorama, ce qui le distingue véritablement de tous les autres titres ». Si les duels rappellent alors Shenmue, les observateurs comparent le héros, Toan, à « Link (le héros de la série Zelda) avec un turban d'Ali Baba ». Ils font également remarquer que Dark Cloud est l'un des titres japonais « les plus intrigants », mais se demandent si ce nouveau jeu « s’avérera révolutionnaire ou sera juste une manière fantaisiste de montrer en temps réel les capacités de rendu de la nouvelle console »,. Pour Ami Blaire, le directeur marketing de Sony Computer Entertainment America, « Dark Cloud est une histoire incroyablement irrésistible et réaliste que les capacités technologiques de la PlayStation 2 ont donné vie. Avec ses graphismes magnifiques, des personnages pleins d'imagination, un système de jeu stratégique et un scénario interactif en temps réel et puissant, cette nouvelle offre créative va certainement satisfaire l'appétit des joueurs à la recherche de quelque chose de rafraîchissant et original ».

### Différences entre les versions
Selon Sony Computer Entertainment, les versions américaines et européennes de Dark Cloud ont un contenu 30 % supérieur à celui de la version japonaise. Par conséquent, il y a davantage de type de monstres et leur intelligence artificielle a été amélioré, de nouvelles armes et des duels ont été ajoutés, tout comme un nouveau donjon, le Trou du Démon. Seule la version japonaise du jeu permet de se rendre dans l'arrière-salle de la Galerie du Temps, puisque la clé permettant d'y accéder, le Flapping Duster, a été omise dans la traduction du jeu dans ses autres versions.

### Bande-son
La musique de Dark Cloud a été composée, arrangée et produite par le compositeur japonais Tomohito Nishiura. Les quarante-six pistes composant la bande-son du jeu sont réunies dans un album, nommé Dark Cloud Original Soundtrack, commercialisé exclusivement au Japon à partir du 11 janvier 2001.

## Commercialisation
Initialement prévue pour le 4 mars 2000, soit en même temps que la sortie de la PlayStation 2, la version japonaise de Dark Cloud est publiée le 14 décembre 2000, puis le 29 mai 2001 en Amérique du Nord et le 21 septembre de la même année en Europe. Le jeu a été réédité en 2002 aux États-Unis dans la gamme Greatest Hits, et au Japon dans la gamme The Best le 12 septembre de la même année.
En novembre 2015, Sony annonce que la PlayStation 4 est en mesure d'émuler des jeux issus de la PlayStation 2. Le 3 décembre, la firme japonaise poste sur Twitter un message, rapidement retiré, dévoilant une bande-annonce de Dark Cloud sur PlayStation 4, disposant de graphismes en haute définition 1080p, de vingt-huit trophées à collectionner, et une compatibilité avec les services Remote Play et Share Play,. Le lendemain, via le PlayStation Blog, Sony confirme que le jeu de Level-5 fait partie des huit premiers titres de la PlayStation 2 à être disponible sur la PlayStation 4, dès le 5 décembre. Disponible uniquement sur le PlayStation Store, ces huit jeux sont présentés lors de la PlayStation Experience et sont disponibles en deuxième écran sur PlayStation Vita et PlayStation App.

## Accueil

### Critiques générales
Dark Cloud est généralement salué par l'ensemble de la presse spécialisée. Le magazine français Consoles + loue le concept novateur du jeu, sa qualité visuelle et la prise en main aisée des commandes, mais regrette que malgré les « très bonnes idées » offertes par le jeu, l'aventure soit très linéaire, répétitive et rapidement ennuyeuse, car « ce sont souvent les mêmes actions qu'il faut exécuter et les mêmes donjons qu'il faut explorer ». Le site francophone Jeuxvideo.com évoque des premiers instants de jeu « très déroutants » car Dark Cloud « part dans tous les sens et on se sent un peu perdu », mais est finalement amusant, malgré un manque de rythme évident à cause d'actions molles et répétitives, d'autant plus que « Toan a soif toutes les cinq minutes », ce qui finit par être « très usant à la longue ». Le magazine français GamePlay RPG, spécialisé dans les jeux vidéo de rôle, est néanmoins beaucoup plus critique à l'égard de l'œuvre de Level-5, n'hésitant pas à qualifier « le précurseur des jeux vidéo de rôle » de la PlayStation 2 de « daube » malgré les graphismes et le Géorama, considéré comme le seul point positif du jeu. Il souligne la très bonne durée de vie de Dark Cloud mais insiste sur le fait que « pour quelqu'un de normal », la durée de vie est « ratée » car le joueur sera « saoulé passé le cinquième étage du premier donjon ». Du côté de la presse anglophone, le site Game Revolution loue un jeu « fun » qui offre une expérience intéressante, notamment grâce au Géorama et à la possibilité de faire évoluer les armes. IGN fait l'éloge d'un jeu « unique » qui offre un mélange de plusieurs idées et de genres de jeux « qui fait éclore un jeu d'aventure addictif et charmant », mais estime que ceux qui n'ont pas apprécié Vagrant Story à cause de la fabrication des armes n'aimeront pas Dark Cloud. Le site GameSpot partage le même avis que ses deux confrères, ajoutant que « même s'il n'est pas le Zelda de la PlayStation 2 que tout le monde espérait, Dark Cloud a marqué son empreinte dans le genre des jeux d'aventure ». Enfin, le magazine britannique Edge affirme que ce jeu est plus intéressant par bien des côtés que ceux de la série The Legend of Zelda, bien qu'il ne soit pas aussi réussi.

### Critiques dugameplay
Si le Géorama fait l'unanimité, il n'en est pas de même pour les donjons de Dark Cloud. Pour Edge, ce qu'il y a de plus intéressant dans Dark Cloud est l'amélioration des armes, même si cet élément du système de jeu est fortement inspiré de Vagrant Story. IGN compare le système de combat à The Legend of Zelda: Ocarina of Time mais juge que l'option de verrouillage fonctionne « étonnamment bien » et que la reconstruction des villages reste très libre, malgré les requêtes des villageois. Cependant, le site anglais estime que le jeu serait meilleur si une arme, lorsqu'elle est cassée, était encore disponible et cessait simplement de causer des dommages le temps qu'elle soit réparée, au lieu de disparaître définitivement,. GameSpot considère que le système de combat n'est « pas révolutionnaire » mais est suffisamment solide pour apprécier les caractéristiques des six personnages jouables ; tandis que le Géorama, bien que simpliste, est source de beaucoup de plaisir lorsqu'on se promène dans le village que l'on a reconstruit. En outre, le site américain, tout en soulignant que les différentes parties du système de jeu de Dark Cloud sont inspirées d'autres jeux, affirme qu'« aucun jeu n'a mélangé toutes ces idées attrayantes et indépendantes les unes des autres dans une expérience très addictive et cohérente jusqu'alors ». Game Revolution semble apprécier les donjons générés aléatoirement, rappelant ainsi les bons souvenirs de Rogue. Le magazine français GamePlay RPG souligne que tous les menus sont très faciles d'accès, mais exècre les niveaux des donjons qui « se ressemblent » et qui sont peuplés de monstres « ennuyeux » et dont la puissance est parfois exagérée. La principale difficulté réside selon ce mensuel dans la gestion de la vie, des armes et de la soif du héros, tandis que le Géorama, perçu comme l'unique point positif du système de jeu, n'est pas assez exploité car il reste « nombre d'hectares vides, ce qui frustre beaucoup ». Jeuxvideo.com remarque la présence des duels et du mini-jeu de pêche, qui évoquent PaRappa the Rapper et Breath of Fire, alors que les attributs des armes rappellent Final Fantasy VII, mais estime que le système des armes comblera les joueurs qui chercheront à les améliorer, même si leur destruction rapide dans les premières heures de jeu s'avère « très énervante ». Le site français partage également l'avis de Consoles + selon lequel l'exploration des donjons est rapidement lassante.

### Critiques des graphismes
Les graphismes sont dans l'ensemble très bien accueillis par les observateurs. GamePlay RPG salue un jeu techniquement surprenant, des personnages bien modélisés et une profondeur de champ exceptionnelle, mais estime que les mouvements du héros sont « un peu raides » et regrette que « les programmateurs aient passé plus de temps à peaufiner les différentes aires de jeu, au lieu de se consacrer à l'ensemble du produit ». Le mensuel Consoles + partage cet avis, ajoutant que les effets de lumières sont superbes, mais juge que les décors manquent cruellement de lumière et de variété, tandis que l'arrière-plan est pauvre en détails. Jeuxvideo.com juge la réalisation technique « plutôt correcte », avec des personnages hauts en couleur, des graphismes « mignons tout plein » et des effets très réalistes, comme le mouvement du vent, les reflets de l'eau et la luminosité suivant l'heure du jour et de la nuit. Le site francophone soulève cependant un bémol concernant les donjons qui lui apparaissent trop sombres et dont les textures sont réduites au strict minimum, ce qui favorise la lassitude. IGN affirme que les graphismes de Dark Cloud, semblables à ceux des premiers jeux de la PlayStation 2, auraient été plus appréciés s'il était sorti en même temps que celle-ci, car de nombreux jeux contemporains ont des graphismes de meilleure qualité, comme Ico et Jak and Daxter: The Precursor Legacy. Les personnages ont un design de qualité grâce à des textures détaillés, notamment certains boss, qui « donnent du fil à retordre à Ganon, de The Legend of Zelda: Ocarina of Time, pour le titre du plus grand boss de jeu d'aventure ». Les graphismes souffrent de scintillements au niveau des arrière-plans, qui sont parfois parsemés de lignes blanches, d'autant plus que les textures de fond sont mal conçues puisqu'elles ressemblent à des sols et des murs dans les environnements en extérieur. GameSpot partage cet avis et ajoute que la caméra se bloque parfois pendant les combats, tandis qu'il aurait fallu créer plus de donjons et moins de niveaux pour varier les textures monotones des dédales et améliorer l'attrait visuel du jeu. Néanmoins, le site américain fait l'éloge des six alliés qui ont « fière allure » et une personnalité propre, comme Goro qui se dandine et Xiao qui a l'air d'un vrai chat. Le détail des bâtiments et les tas d'objets qui les meublent sont très appréciés, tout comme les ombres en temps réel et l'arrière-plan un peu flou, qui donne une impression de réalité. Toutefois, les graphismes sont « à la fois étonnants et décevants », à en juger par la majesté du village du peuple de Lune et le côté fade de la Ville du Palais. Le site Game Revolution rappelle enfin que les graphismes de Dark Cloud sont ceux de la première génération de jeux de la PlayStation 2, à une époque où paraissent des jeux aux graphismes plus aboutis. Ainsi, si le jeu est coloré, il semble « un peu fade ».

### Critiques du scénario
Le scénario de Dark Cloud reçoit des avis très mitigés. En effet, le site américain GameSpot estime que l'histoire et la quête principales du jeu sont « invraisemblables », « flasques », mais les intrigues secondaires apportent une « véritable distraction ». Le magazine Edge considère les cinématiques comme l'un des principaux points faibles du jeu : elles sont « particulièrement décevantes » et oscillent entre un récit « fade et banal » et un autre « exagérément engagé ». Consoles + estime néanmoins que les « scènes de dialogue sont nombreuses et correctement dosées », mais regrette qu'« il ne se passe pas grand chose ». Jeuxvideo.com juge que le scénario n'est pas très original mais constitue néanmoins un bon point de départ. Le mensuel spécialisé GamePlay RPG fustige quant à lui « un scénario bidon », le manque de cinématiques expliquant ce qu'il se passe, des méchants qui « n'ont pas l'air terrible », des héros « ridicules » et que Sony ait préféré se focaliser sur les graphismes alors que le scénario est l'un des points « les plus importants à la réussite d'un RPG ».

### Critiques de la bande-son
La bande-son de Dark Cloud est généralement bien accueillie par la presse spécialisée. Pour Jeuxvideo.com, les musiques et les bruitages sont de bonne qualité. GamePlay RPG évoque une bande-son « très sympa » mais un peu répétitive, bien que l’on n'y prête plus attention au bout d'un certain temps, sauf pour la piste jouée pendant les combats, jugée « désastreuse » et qui donne envie de « finir le combat au plus vite ». Les musiques, allègres et joyeuses, rappellent à IGN celle de Chrono Cross et sont « apaisantes pour les oreilles et l'esprit », mais elles ne sont pas assez variées dans les donjons et les concepteurs auraient dû jouer sur leur intensité au fur et à mesure que l'on progresse dans les niveaux. Cependant, elles ne « tapent pas sur les nerfs ». Le site anglais aurait également apprécié que les dialogues soient parlés, ce qui aurait apporté un plus au scénario. Cet avis est partagé par Game Revolution qui ajoute que la musique ne correspond pas au jeu. Pour GameSpot, il est inexcusable qu'un jeu revendiquant une durée de vie de plus de trente heures ait si peu de musiques et se plaint que les sons de mandoline et de trilles de flûte finissent par être perturbants, notamment parce que ces compositions, bien qu'invitant au rêve, « perdent leur charme après avoir été entendus dix fois par heure ». Le site juge « compréhensible » qu'il n'y ait aucun dialogue parlé, eu égard au grand nombre de personnages présents dans le jeu. Edge renchérit en arguant que les compositeurs ont « échoué » à créer une bande-son de qualité et que l'on finit « par se boucher les oreilles après quelques heures » d'écoute de flûte de Pan.

### Ventes et nominations
Les ventes de Dark Cloud sont très mitigées. En effet, le jeu s'écoule à seulement 19 615 unités lors de sa première semaine de commercialisation au Japon et pointe au quinzième rang des ventes hebdomadaires. À la fin de l'année 2000, il est vendu à 35 783 exemplaires, ce qui en fait le 286e jeu le plus vendu toutes consoles confondues. En 2001, un total de 70 471 exemplaires ont été distribués au Japon. Cependant, les ventes à travers le monde sont estimées à environ 800 000 exemplaires.
Dark Cloud est de plus nommé lors de l'édition 2002 de l'Interactive Achievement Awards dans la catégorie du jeu de rôle de l’année, mais le jeu Baldur's Gate: Dark Alliance remporte la récompense.

## Postérité
En novembre 2002, Level-5 publie une suite indirecte, Dark Chronicle, nommée Dark Cloud 2 aux États-Unis, qui reprend les graphismes et les éléments principaux du système de jeu de Dark Cloud, comme les armes, le Géorama, les donjons et la pêche. Ce nouvel opus connaît un succès critique et commercial important. Dès lors, de nombreux fans espèrent du développeur japonais l'élaboration d'un éventuel Dark Cloud 3, surtout depuis 2009, où Yoshiaki Kusuka, le directeur du studio, a annoncé qu'une suite pourrait être créée si « la demande des joueurs devait s'accroître à l'avenir ». Des pétitions en ligne se sont multipliées pour demander à Level-5 la création d'un troisième opus, dont des rumeurs sur son développement se sont répandues en 2015,.

### Citations du jeu
1. ↑  Level-5. Dark Cloud (PlayStation 2). Sony Computer Entertainment. 14 décembre 2000. Niveau/zone : Village de Nolan, Maison de Toan : 
« Xiao : Ouah ! Je suis transformée en humain. »
.
2. ↑  Level-5. Dark Cloud (PlayStation 2). Sony Computer Entertainment. 14 décembre 2000. Niveau/zone : Village du Tireur, Maison de Goro : 
« Fudoh: Mon corps était rongé par la maladie. […] Un chasseur digne ce nom ne pouvait mourir au combat. Je voulais mourir au combat. […] Je pensais que cet affreux prédateur serait un adversaire parfait pour mettre fin à ma carrière de chasseur. »
.
3. ↑  Level-5. Dark Cloud (PlayStation 2). Sony Computer Entertainment. 14 décembre 2000. Niveau/zone : Muscka Lacka : 
« Ungaga : Ungaga jurer de combattre pour Mikara. Pas réussi à sauver Mikara... »
.
4. ↑  Level-5. Dark Cloud (PlayStation 2). Sony Computer Entertainment. 14 décembre 2000. Niveau/zone : Galerie du Temps, niveau 25 : 
« Séda : J'ignorais alors que tu étais l'imposteur qui en voulait à ma vie. Je ne pouvais pas le croire. C'aurait dû être moi. Tu m'as sauvé la vie au prix de la tienne. […] La tristesse, la peur et la colère de te perdre. Ce sont toutes ces émotions négatives qu'il utilise pour énergie. »
.
5. ↑  Level-5. Dark Cloud (PlayStation 2). Sony Computer Entertainment. 14 décembre 2000. Niveau/zone : Château Noir : 
« Séda : Je fis alors usage d'un sort interdit pour être transporté 400 ans dans l'avenir afin d'acquérir l'Atlamillia. »
.
6. ↑  Level-5. Dark Cloud (PlayStation 2). Sony Computer Entertainment. 14 décembre 2000. Niveau/zone : Château Noir : 
« Séda : Le peuple de lune a réussi à enfermer le jeune Génie. »
.
7. ↑  Level-5. Dark Cloud (PlayStation 2). Sony Computer Entertainment. 14 décembre 2000. Niveau/zone : Tombeau Noir : 
« Flag Gilgister : Bienvenue, Génie des Ténèbres. J'ai brisé le sceau. Ainsi, je suis ton maître. »
.
8. ↑  Level-5. Dark Cloud (PlayStation 2). Sony Computer Entertainment. 14 décembre 2000. Niveau/zone : Nuage Noir : 
« Génie des Ténèbres : Une souris est entrée dans l'urne  où j'étais enfermé. Elle a pris des forces quand elle a été en contact avec mon pouvoir. […] Au départ, je n'étais rien. Je me suis servi du corps du crétin qui a brisé le sort de l'urne. J'ai pris le contrôle de la souris, par son intermédiaire, pour détruire le monde... »
.
9. ↑  Level-5. Dark Cloud (PlayStation 2). Sony Computer Entertainment. 14 décembre 2000. Niveau/zone : Tanière de la Bête, niveau 15 : 
« Dran : Je ne me rendais pas compte de la puissance du Génie. Il avait assez de pouvoir pour me contrôler. »
.
10. ↑  Level-5. Dark Cloud (PlayStation 2). Sony Computer Entertainment. 14 décembre 2000. Niveau/zone : Forêt du Hibou, niveau 17 : 
« Simba : Toan, il se conduit étrangement. Le Génie lui a sûrement jeté un sort. »
.
11. ↑  Level-5. Dark Cloud (PlayStation 2). Sony Computer Entertainment. 14 décembre 2000. Niveau/zone : Temple sacré, niveau 18 : 
« Simba : L'esprit du roi ancien est aussi contrôlé par le pouvoir du Génie. »
.
12. 1 2  Level-5. Dark Cloud (PlayStation 2). Sony Computer Entertainment. 14 décembre 2000. Niveau/zone : Ville du Palais, Cathédrale : 
« Phil : Elle tomba amoureuse d'un jeune homme de la ville. Une reine et un roturier... Ils ne se rencontraient que pendant la nuit, lorsque tout le monde dormait. Pendant longtemps, leur amour demeura secret. Jusqu'au jour où ils décidèrent de célébrer leur mariage dans cette église, pendant la nuit, pendant que tout le monde dormait. Malheureusement, le fiancé ne se présenta jamais. […] Elle se jeta dans l'océan quelques nuits plus tard, le cœur brisé. »
.
13. ↑  Level-5. Dark Cloud (PlayStation 2). Sony Computer Entertainment. 14 décembre 2000. Niveau/zone : Mer de Lune, niveau 15 : 
« Speaker : Joe le Minotaure en est à sa 38e victoire de suite. »
.
14. ↑  Level-5. Dark Cloud (PlayStation 2). Sony Computer Entertainment. 14 décembre 2000. Niveau/zone : Introduction (Tombeau Noir) : 
« Prêtre : Il y a 400 ans, le Génie des Ténèbres fit son apparition à l'Est et le monde fit consumé par sa force. Qu'avez-vous l'intention de faire avec une telle puissance entre les mains ? »
.
15. ↑  Level-5. Dark Cloud (PlayStation 2). Sony Computer Entertainment. 14 décembre 2000. Niveau/zone : Introduction (Village de Nolan) : 
« Simba: Vois-tu, juste avant que le village soit détruit par le Génie, j'ai sauvé les habitants et les édifices en les enfermant dans des sphères. Il semble que les sphères aient été éparpillées un peu partout sous l'effet de la puissance magique. »
.
16. ↑  Level-5. Dark Cloud (PlayStation 2). Sony Computer Entertainment. 14 décembre 2000. Niveau/zone : Introduction (Village de Nolan) : 
« Simba : J'ai décidé de te faire confiance. Je vais te donner un pouvoir. Voilà, tu es surpris ? Elle s'appelle "Atlamillia", c'est une pierre dotée d'un pouvoir magique. »
.
17. ↑  Level-5. Dark Cloud (PlayStation 2). Sony Computer Entertainment. 14 décembre 2000. Niveau/zone : Village de Nolan, Tanière de la Bête, Niveau 8 : 
« Ce n'est pas que tu ne pouvais pas l'éviter, c'est que tu ne l'as tout simplement pas fait. »
.
18. ↑  Level-5. Dark Cloud (PlayStation 2). Sony Computer Entertainment. 14 décembre 2000. Niveau/zone : Village de Nolan, Tanière de la Bête, niveau 8 : 
« Séda: J'ai un cadeau pour toi. Demande à ce petit de te rendre service. »
.
19. ↑  Level-5. Dark Cloud (PlayStation 2). Sony Computer Entertainment. 14 décembre 2000. Niveau/zone : Village de Nolan : 
« Dran : Je ne me rendais pas compte de la puissance du Génie. Il avait assez de pouvoir pour me contrôler. »
.
20. ↑  Level-5. Dark Cloud (PlayStation 2). Sony Computer Entertainment. 14 décembre 2000. Niveau/zone : Village de Nolan, Tanière de la Bête, niveau 15 : 
« Dran: Il y a longtemps, à l'Est, un monstre surnommé le "Démon noir" détruisit presque la terre entière. […] Le temps passa et le peuple avait fini par le surnommer le "Génie des ténèbres" en raison de son immense pouvoir. Il écrasa la plupart des royaumes existants jusqu'à ce qu'il ne reste plus que quelques individus sur la Terre. C'est alors qu'une tribu appelé "Peuple de lune" »
 fabriqua un grand pot et y enferma le mauvais génie.
21. ↑  Level-5. Dark Cloud (PlayStation 2). Sony Computer Entertainment. 14 décembre 2000. Niveau/zone : Village de Nolan : 
« Dran : Quand tu seras au village du Tireur, tu devras rendre visite à "Juraku l'Ancien". »
.
22. ↑  Level-5. Dark Cloud (PlayStation 2). Sony Computer Entertainment. 14 décembre 2000. Niveau/zone : Village du Ciel : 
« Nem : Mais, nous vivons sur ces terres depuis si longtemps que nous avons perdu nos facultés de peuple de lune. Malheureusement, nous n'avons plus le pouvoir d'enfermer ce Génie... […] Aucun individu du peuple de lune ne peut utiliser la magie. Par contre, sur la lune, tu devrais pouvoir trouver quelqu'un. »
.
23. ↑  Level-5. Dark Cloud (PlayStation 2). Sony Computer Entertainment. 14 décembre 2000. Niveau/zone : Village du Ciel : 
« Nem : Le globe de lune est une sphère permettant de déplacer le Vaisseau de lune. […] Est-il possible qu'il ait été mélangé accidentellement avec les fruits de lune ? »
.
24. ↑  Level-5. Dark Cloud (PlayStation 2). Sony Computer Entertainment. 14 décembre 2000. Niveau/zone : Ville du Palais : 
« Ruby: Ça y est, j'ai pris ma décision ! Je suis dans le coup. Je vais combattre ce Génie avec toi ! »
.
25. ↑  Level-5. Dark Cloud (PlayStation 2). Sony Computer Entertainment. 14 décembre 2000. Niveau/zone : Ville du Palais, Épave, niveau 18 : 
« Rando : Tu le cherchais. Un vendeur de fruits l'a trouvé et me l'a donné. Je n'en ai jamais eu besoin mais j'ai attendu que tu sois guidé jusqu'ici. En fait, je t'ai un peu utilisé. Je suis désole, j'avais besoin que tu regagnes la confiance de La Saia »
.
26. ↑  Level-5. Dark Cloud (PlayStation 2). Sony Computer Entertainment. 14 décembre 2000. Niveau/zone : Village du Ciel : 
« Nem : Tu vas y aller au Temple sacré ? Le Vaisseau de lune se trouve à l'autre bout du temple. »
.
27. ↑  Level-5. Dark Cloud (PlayStation 2). Sony Computer Entertainment. 14 décembre 2000. Niveau/zone : Temple sacré : 
« Ungaga : Temple, plein de monstres... C'est le démon venu du ciel. C'est sûr ! C'est lui aussi, le village... Ce démon... puissant. Imbattable ! »
.
28. ↑  Level-5. Dark Cloud (PlayStation 2). Sony Computer Entertainment. 14 décembre 2000. Niveau/zone : Village Jaune : 
« Osmond : Personne au village Jaune ne sait plus "enfermer". […] Je vais fabriquer une espèce de "Géant du soleil". […] Le Géant du soleil pourra facilement faire son compte au Génie ! Mais pendant les tests, le fameux Géant du soleil s'est enfui et s'est cassé en plusieurs morceaux. »
.
29. ↑  Level-5. Dark Cloud (PlayStation 2). Sony Computer Entertainment. 14 décembre 2000. Niveau/zone : Village Jaune : 
« Osmond : La mission. Le Château noir est entouré d'un épais nuage généré par l'énergie du démon. Ce nuage n'est pas facile à percer. »
.
30. ↑  Level-5. Dark Cloud (PlayStation 2). Sony Computer Entertainment. 14 décembre 2000. Niveau/zone : Nuage Noir : 
« - Génie : Les voilà ! 
- Flag Gilgister : Oser venir jusqu'ici... Ils ont vraiment du culot ! Très bien, je pense que je vais m'amuser un peu... »
.
31. ↑  Level-5. Dark Cloud (PlayStation 2). Sony Computer Entertainment. 14 décembre 2000. Niveau/zone : Nuage Noir : 
« Génie des Ténèbres : Une souris est entrée dans l'urne où j'étais enfermé. Elle a pris des forces quand elle a été en contact avec mon pouvoir. […] Je me suis servi du corps du crétin qui a brisé le sort de l'urne. J'ai pris le contrôle de la souris, par son intermédiaire, pour détruire le monde... »
.
32. ↑  Level-5. Dark Cloud (PlayStation 2). Sony Computer Entertainment. 14 décembre 2000. Niveau/zone : Château Noir : 
« Séda : C'est là qu'est né le cauchemar vieux de 400 ans. Et c'est... moi qui ai créé ce monstre. […] Je fis alors usage d'un sort interdit pour être transporté 400 ans dans l'avenir afin d'acquérir l'Atlamillia. »
.
33. ↑  Level-5. Dark Cloud (PlayStation 2). Sony Computer Entertainment. 14 décembre 2000. Niveau/zone : Château Noir : 
« Séda : Il n'est pas vivant, donc tu ne peux le tuer, mais tu peux changer l'histoire de sa naissance et effacer son existence. »
.
34. ↑  Level-5. Dark Cloud (PlayStation 2). Sony Computer Entertainment. 14 décembre 2000. Niveau/zone : Château Noir : 
« Séda : Je ne peux abandonner ce corps... encore... »
.
35. ↑  Level-5. Dark Cloud (PlayStation 2). Sony Computer Entertainment. 14 décembre 2000. Niveau/zone : Galerie du Temps, niveau 25 : 
« Séda : Quelque chose était né en moi. Quelque chose de mauvais et d'énorme. Le sang noir qui coulait dans mes veines a créé ce mal. La tristesse, la colère et la peur de te perdre. Ce sont toutes ces émotions négatives qu'il utilise comme énergie. »
.
36. ↑  Level-5. Dark Cloud (PlayStation 2). Sony Computer Entertainment. 14 décembre 2000. Niveau/zone : Galerie du Temps, niveau 25 : 
« Roi Magicien : L'Atlamillia détient aussi le pouvoir de redonner vie à une âme. […] Il n'est pas trop tard. Fais revenir l'âme errante de Sophia. »
.
37. ↑  Level-5. Dark Cloud (PlayStation 2). Sony Computer Entertainment. 14 décembre 2000. Niveau/zone : Galerie du Temps, niveau 25 : 
« Roi Magicien : Toan, c'est fini maintenant ! Le Génie ne reviendra plus jamais à la vie... En tous cas, pas avant longtemps... »
.

### Manuel d'utilisation
1. ↑  (en) Dark Cloud : Manuel d'utilisation, Sony Computer Entertainment, 2001, p. 38.
2. ↑  (en) Dark Cloud : Manuel d'utilisation, Sony Computer Entertainment, 2001, p. 41.
3. ↑  (en) Dark Cloud : Manuel d'utilisation, Sony Computer Entertainment, 2001, p. 40.
4. ↑  (en) Dark Cloud : Manuel d'utilisation, Sony Computer Entertainment, 2001, p. 42.
5. ↑  (en) Dark Cloud : Manuel d'utilisation, Sony Computer Entertainment, 2001, p. 43.
6. ↑  (en) Dark Cloud : Manuel d'utilisation, Sony Computer Entertainment, 2001, p. 12.
7. ↑  (en) Dark Cloud : Manuel d'utilisation, Sony Computer Entertainment, 2001, p. 17.
8. 1 2  (en) Dark Cloud : Manuel d'utilisation, Sony Computer Entertainment, 2001, p. 18.
9. ↑  (en) Dark Cloud : Manuel d'utilisation, Sony Computer Entertainment, 2001, p. 33, 34.
10. ↑  (en) Dark Cloud : Manuel d'utilisation, Sony Computer Entertainment, 2001, p. 14 à 16.
11. ↑  (en) Dark Cloud : Manuel d'utilisation, Sony Computer Entertainment, 2001, p. 30 et 31.
12. 1 2  (en) Dark Cloud : Manuel d'utilisation, Sony Computer Entertainment, 2001, p. 32.
13. ↑  (en) Dark Cloud : Manuel d'utilisation, Sony Computer Entertainment, 2001, p. 22 à 24.
14. ↑  (en) Dark Cloud : Manuel d'utilisation, Sony Computer Entertainment, 2001, p. 24, 25 et 29.
15. ↑  (en) Dark Cloud : Manuel d'utilisation, Sony Computer Entertainment, 2001, p. 26 à 28.
16. 1 2  (en) Dark Cloud : Manuel d'utilisation, Sony Computer Entertainment, 2001, p. 35 à 37.
17. ↑  (en) Dark Cloud : Manuel d'utilisation, Sony Computer Entertainment, 2001, p. 19 et 20.

### Autres références
1. ↑  (en) David Zdyrko, « Dark Cloud review (page 1 of 4) », sur ign.com, 30 mai 2001 (consulté le 31 octobre 2015).
2. 1 2 3 4 5 6  (en) Johnny Liu, « Dark Cloud Review », sur gamerevolution.com, 15 juin 2001 (consulté le 31 octobre 2015).
3. ↑  (en) « Characters », sur shrines.rpgclassics.com (consulté le 16 janvier 2016).
4. 1 2  (en) Chris Winkler, « Creator's Talk Interview #2: Akihiro Hino », sur rpgfan.com (consulté le 26 décembre 2015).
5. 1 2  (en) « Dark Cloud [PS2 – Beta] », sur unseen64.net, 19 avril 2008 (consulté le 27 décembre 2015).
6. ↑  (en) « The PS2 Launch Titles », sur uk.ign.com, 10 septembre 1999 (consulté le 27 décembre 2015).
7. ↑  « Plus de 100 jeux en cours de développement », Player One, no 101,‎ octobre 1999, p. 14 et 15.
8. ↑  (en) « TGS 1999 : Dark Cloud - First Impressions », sur ie.ign.com, 21 septembre 1999 (consulté le 27 septembre 2015).
9. ↑  (en) « Dark Cloud Impressions », sur GameSpot, 21 septembre 1999 (consulté le 27 décembre 2015).
10. ↑  « Japan previews : Dark Cloud », Consoles +, no 94,‎ novembre 1999, p. 16.
11. ↑  « Voici la PlayStation 2 ! », PlayMag, no 40,‎ octobre 1999, p. 12 à 17.
12. ↑  (en) Dave Zdyrko, « SCEI's PS2 Release List », sur uk.ign.com, 14 février 2000 (consulté le 27 décembre 2015).
13. ↑  (en) Dave Zdyrko, « E3 2000 : Dark Cloud Impressions », sur uk.ign.com, 11 mai 2000 (consulté le 29 décembre 2015).
14. ↑  « Dark Cloud », Consoles +, no 99,‎ avril 2000, p. 28.
15. ↑  (en) Marc Nix, « E3 2000 : PS2's First American Games », sur uk.ign.com, 11 mai 2000 (consulté le 29 décembre 2015).
16. ↑  (en) Bryan Keers, « Dark Cloud Impressions », sur psxextreme.com, 28 novembre 2000 (consulté le 29 décembre 2015).
17. ↑  « Japon previews : Dark Cloud », Consoles +, no 106,‎ novembre 2000, p. 26.
18. ↑  (en) « Prescreen : Dark Cloud », Edge, no 91,‎ décembre 2000, p. 30 et 31.
19. ↑  (en) Chris Kirchgasler, « Dark Cloud Preview », sur GameSpot, 1er décembre 2000 (consulté le 30 décembre 2015).
20. ↑  (en) « Dark Cloud », sur ie.ign.com, 3 mai 2001 (consulté le 30 décembre 2015).
21. ↑  (en) « Sony Announces Ship Date for Dark Cloud », sur ie.ign.com, 2 mai 2001 (consulté le 17 janvier 2016).
22. ↑  (en) « Dark Cloud ships », sur GameSpot, 29 mai 2001 (consulté le 30 décembre 2015).
23. ↑  (en) « Flapping Duster hint for Dark Cloud », sur supercheats.com (consulté le 30 décembre 2015).
24. ↑  (en) « First details : the Dark Cloud soundtrack », sur ie.ign.com, 18 décembre 2000 (consulté le 20 décembre 2015).
25. ↑  (en) « Dark Cloud Editions », sur GameSpy (consulté le 30 décembre 2015).
26. ↑  (en) « Dark Cloud Release Summary », sur gamespot.com (consulté le 30 décembre 2015).
27. ↑  Julien Inverno, « PS4 : Sony confirme l'émulation PS2 », sur fr.ign.com, 20 novembre 2015 (consulté le 30 décembre 2015).
28. ↑  (en) Alex Osborn, « PlayStation 2 emulation for PS4 details leaked via Dark Cloud Trailer », sur ie.ign.com, 3 décembre 2015 (consulté le 30 décembre 2015).
29. ↑  (en) Zorine Tte, « Report: PS4 Getting 1080p Dark Cloud Via PS2 Emulator », sur GameSpot, 3 décembre 2015 (consulté le 30 décembre 2015).
30. ↑  Shuhei Yoshida, « 8 jeux PS2 sortent aujourd’hui sur PS4 », sur blog.fr.playsation.com, 5 décembre 2015 (consulté le 30 décembre 2015).
31. 1 2 3 4 5  « Dark Cloud », Consoles +, no 116,‎ septembre 2001, p. 88 et 89.
32. 1 2 3 4 5  (en) « Dark Cloud », Edge, no 102,‎ octobre 2001, p. 78 et 79.
33. ↑  (en) « Now playing in Japan », sur ie.ign.com, 7 décembre 2000 (consulté le 1er janvier 2016).
34. ↑  « Notes et avis de la presse spécialisée sur Dark Cloud », sur gamekult.com (consulté le 1er janvier 2016).
35. 1 2 3 4 5 6  « Dark Cloud », GamePlay RPG, no 5,‎ janvier 2001, p. 46 à 51.
36. ↑  « Test de Dark Cloud », sur gamekult.com, 24 août 2001 (consulté le 5 janvier 2016).
37. 1 2 3 4 5 6  (en) Shane Satterfield, « Dark Cloud review », sur GameSpot, 4 juin 2001 (consulté le 31 décembre 2015).
38. 1 2 3  (en) David Zdyrko, « Dark Cloud review (page 4 of 4) », sur ign.com, 30 mai 2001 (consulté le 31 décembre 2015).
39. 1 2 3 4 5 6  « Test : Dark Cloud », sur jeuxvideo.com, 3 septembre 2001 (consulté le 31 décembre 2015).
40. ↑  (en) « Dark Cloud », sur metacritic.com (consulté le 1er janvier 2016).
41. ↑  (en) David Zdyrko, « Dark Cloud review (page 2 of 4) », sur ign.com, 30 mai 2001 (consulté le 31 décembre 2015).
42. 1 2  (en) David Zdyrko, « Dark Cloud review (page 3 of 4) », sur ign.com, 30 mai 2001 (consulté le 31 décembre 2015).
43. ↑  (ja) « TOP 30 des ventes de jeux vidéo », sur famitsu.com, 21 décembre 2000 (consulté le 1er janvier 2016).
44. ↑  (ja) « TOP 300 des ventes de jeux vidéo en 2000 », sur geimin.net (consulté le 1er janvier 2016).
45. ↑  (ja) « TOP 300 des ventes de jeux vidéo en 2001 », sur geimin.net (consulté le 1er janvier 2016).
46. ↑  (en) « Interactive Achievement Awards 2002 », sur interactive.org (consulté le 1er janvier 2016).
47. ↑  « Test : Dark Chronicle », sur jeuxvideo.com, 11 septembre 2003 (consulté le 1er janvier 2015).
48. ↑  Laurely Birba, « Level-5 envisage un Dark Cloud », sur jeuxactu.com, 5 octobre 2009 (consulté le 3 janvier 2016).
49. ↑  (en) Paolo Sirio, « Level-5 Possibly Working On PS4 Exclusive Dark Cloud 3 », sur gamepur.com, 4 décembre 2015 (consulté le 1er janvier 2015).